# بووسین
بووسین (به چکی: Bousín) یک منطقهٔ مسکونی در جمهوری چک است که در ناحیه پروستییوو واقع شده‌است. بووسین ۳٫۴۱ کیلومتر مربع مساحت و ۱۲۲ نفر جمعیت دارد و ۶۱۱ متر بالاتر از سطح دریا واقع شده‌است.